# Distretto di Manseriche
Il distretto di Manseriche è uno dei sei distretti della provincia di Datem del Marañón, in Perù. Si trova nella regione di Loreto e si estende su una superficie di 3.493,77 chilometri quadrati.
Istituito il 2 luglio 1943, ha per capitale la città di Saramiriza.